# 和歌山ビッグウエーブ
和歌山ビッグウエーブ（わかやまビッグウエーブ、Wakayama Big Wave）は、和歌山県和歌山市にある体育館。

## 概要
和歌山県では2015年に第70回国民体育大会（和歌山県で開催する国体の愛称は「2015紀の国わかやま国体」）が開かれることが決まったが、和歌山県立体育館・和歌山県立武道館は老朽化が進んでいたため、その代替施設として2010年3月に着工し、2012年3月4日に開業した。
隣接する和歌山ビッグホエールにはサブアリーナがないため、その機能としても活用される。なお、同じ敷地内には県民交流プラザ 和歌山ビッグ愛もある。

## 施設概要
- メインアリーナ ： 2,350 m2（38 m×62 m）
  - 最大1,478席
  - バスケットボール2面、バレーボール3面、バドミントン12面、ハンドボール1面
- サブアリーナ：1,060 m2（53 m×20 m）
  - レスリング2面、フェンシング6面
- 武道場：950 m2（56 m×17 m）

## アクセス
自動車
- 阪和自動車道和歌山インターチェンジ下車、約15分[2]。

鉄道
- 和歌山電鐵貴志川線田中口駅下車、徒歩約8分[3]。
- JRきのくに線（紀勢本線）宮前駅下車、徒歩約14分[3]。

バス
- 和歌山バス「吹屋町四丁目」停留所下車、徒歩約8分[3]。